# Saint-Éloi, Ain
Saint-Éloi är en kommun i departementet Ain i regionen Auvergne-Rhône-Alpes i östra Frankrike. Kommunen ligger  i kantonen Meximieux som ligger i arrondissementet Bourg-en-Bresse. Kommunens areal är 14,26 km². År 2022 hade Saint-Éloi 524 invånare.

## Befolkningsutveckling
Antalet invånare i kommunen Saint-Éloi
Referens: INSEE